# Muthur
Muthur là một thị xã panchayat của quận Erode thuộc bang Tamil Nadu, Ấn Độ.

## Nhân khẩu
Theo điều tra dân số năm 2001 của Ấn Độ, Muthur có dân số 12.063 người. Phái nam chiếm 50% tổng số dân và phái nữ chiếm 50%. Muthur có tỷ lệ 59% biết đọc biết viết, thấp hơn tỷ lệ trung bình toàn quốc là 59,5%: tỷ lệ cho phái nam là 70%, và tỷ lệ cho phái nữ là 48%. Tại Muthur, 9% dân số nhỏ hơn 6 tuổi.